# Вучја вас
Вучја вас (словен. Vučja vas) је насељено место у општини Крижевци, Помурска регија, Словенија.

## Историја
До територијалне реорганизације у Словенији била је у саставу старе општине Љутомер.

## Становништво
У попису становништва из 2011. године, Вучја вас је имала 252 становника.
| Број становника према пописима | Број становника према пописима | Број становника према пописима |
| ------------------------------ | ------------------------------ | ------------------------------ |
| 1991                           | 2002                           | 2011                           |
| 242                            | 234                            | 252                            |

## Галерија
- Споменик „Свети Антон“ из 1905.. године
- ватрогасна станица
- фудбалско игралиште
- сеоска млекара
- велнес центар "Мед облаки"
- „Вила Натура“, еколошка фарма Славич
- бициклистичко стајалиште
- река Каменшница